# 巴拉馬區
13°20′42″S 38°34′16″E / 13.345°S 38.571°E

巴拉馬區（葡萄牙語：Balama），是莫桑比克的行政區，位於該國北部，由德爾加杜角省負責管轄，首府設於巴拉馬，面積5,540平方公里，2015年人口142,968，人口密度每平方公里26人。